# 2009 ワールド・ベースボール・クラシック オーストラリア代表
2009 ワールド・ベースボール・クラシック オーストラリア代表（2009 - オーストラリアだいひょう）は、2009年に開催された第2回ワールド・ベースボール・クラシックに出場した、野球のオーストラリア代表チームである。

## 試合結果

### 第1ラウンド
第1日（3月8日）
| オーストラリア | 17-7(7回コールド) | メキシコ |

第3日(3月10日)
| キューバ | 5-4 | オーストラリア |

## 出場選手
| ポジション | 背番号 | 氏名                       | 所属球団                                   | 投 | 打 | 備考 |
| ---------- | ------ | -------------------------- | ------------------------------------------ | -- | -- | ---- |
| 投手       | 7      | クレイグ・アンダーソン     | ブロックトン・ロックス                     | 左 | 左 |      |
| 投手       | 11     | アダム・ブライト           | コロラド・ロッキーズ傘下                   | 左 | 左 |      |
| 投手       | 15     | ポール・ミルドレン         | ピッツバーグ・パイレーツ傘下               | 右 | 左 |      |
| 投手       | 19     | リッチ・トンプソン         | ロサンゼルス・エンゼルス・オブ・アナハイム | 右 | 右 |      |
| 投手       | 21     | ブレンダン・ワイズ         | デトロイト・タイガース傘下                 | 左 | 右 |      |
| 投手       | 23     | トラビス・ブラックリー     | アリゾナ・ダイヤモンドバックス傘下         | 左 | 左 |      |
| 投手       | 26     | ブラッド・トーマス         | ハンファ・イーグルス                       | 左 | 左 |      |
| 投手       | 28     | ダミアン・モス             | コロラド・ロッキーズ傘下                   | 右 | 左 |      |
| 投手       | 30     | リアム・ヘンドリックス     | ミネソタ・ツインズ傘下                     | 右 | 右 |      |
| 投手       | 31     | トリスタン・クロフォード   | グランド・プレイリー・ホッグス             | 右 | 右 |      |
| 投手       | 35     | クリス・オクスプリング     | LGツインズ                                 | 右 | 左 |      |
| 投手       | 38     | ジョシュ・ヒル             | ピッツバーグ・パイレーツ傘下               | 右 | 右 |      |
| 投手       | 40     | ドリュー・ネイラー         | フィラデルフィア・フィリーズ傘下           | 右 | 右 |      |
| 投手       | 45     | デビッド・ウェルチ         | ミルウォーキー・ブルワーズ傘下             | 右 | 左 |      |
| 捕手       | 9      | アンドリュー・グラハム     | デトロイト・タイガース傘下                 | 右 | 右 |      |
| 捕手       | 29     | ジョエル・ノートン         | フィラデルフィア・フィリーズ傘下           | 右 | 左 |      |
| 内野手     | 3      | ジェイムズ・ベレスフォード | ミネソタ・ツインズ傘下                     | 右 | 左 |      |
| 内野手     | 6      | ダニエル・バーグ           | ミネソタ・ツインズ傘下                     | 右 | 右 |      |
| 内野手     | 12     | ブラッド・ハーマン         | フィラデルフィア・フィリーズ傘下           | 右 | 右 |      |
| 内野手     | 13     | ステファン・ウェルチ       | ニューヨーク・メッツ傘下                   | 右 | 左 |      |
| 内野手     | 16     | ジャスティン・ヒューバー   | ミネソタ・ツインズ傘下                     | 右 | 右 |      |
| 内野手     | 20     | ルーク・ヒューズ           | ミネソタ・ツインズ傘下                     | 右 | 右 |      |
| 内野手     | 25     | マイケル・コリンズ         |                                            | 右 | 右 |      |
| 内野手     | 36     | ベン・ライジンガー         |                                            | 右 | 右 |      |
| 外野手     | 8      | トレント・オルテン         | アリゾナ・ダイヤモンドバックス             | 左 | 左 |      |
| 外野手     | 14     | クリス・スネリング         |                                            | 左 | 左 |      |
| 外野手     | 17     | ブレット・ロンバーグ       |                                            | 左 | 左 |      |
| 外野手     | 18     | ミッチ・デニング           | ボストン・レッドソックス傘下               | 右 | 左 |      |

### 辞退選手
- マイケル中村（読売ジャイアンツ）：調整上の理由により辞退。
- エイドリアン・バーンサイド（読売ジャイアンツ）：同上
- ジェフ・ウィリアムス（阪神タイガース）：同上